# MCA Records
MCA Records var et pladeselskab med base i Nordamerika. Det var en del af MCA Music Entertainment Group, som MCA Records senere blev erstattet af.
MCA Music Entertainment Group blev i 2003 overtaget af Geffen Records, der er en del af Universal Music Group. Universal benytter i dag MCA som en del af navnet MCA Nashville, der er et sub-label under Universal.
MCA Records stod for blandt andet Dan Hartman albummet, I Can Dream About You fra 1984. 